# Ælfflæd av Mercia
Ælfflæd av Mercia var regerande drottning av Mercia under år 840. 
Hon var dotter till Ceolwulf I av Mercia och gifte sig med Wigmund av Mercia. När hennes son Wigstan av Mercia år 840 ärvde tronen, vägrade han att bli kung, och överlät i stället tronen till sin mor, som därmed blev regerande drottning. Hon avsattes dock samma år av Beorhtwulf av Mercia.